# Boldogító igen, vagy nem
A Boldogító igen, vagy nem (eredeti cím: I Do (But I Don't) 2004-ben készült amerikai televíziós romantikus filmvígjáték Denise Richards, Dean Cain, Karen Cliche, Olivia Palenstein és Mimi Kuzyk főszereplésével. A filmet Kelly Makin rendezte, a forgatókönyvet Cara Lockwood és Eric C. Charmelo írta, Cara Lockwood azonos című romantikus regénye alapján.

## Cselekmény
A junior esküvőszervező Lauren Crandell egy prominens család lányának, Darla Tedanskinak  az esküvőjét kapja főnökétől, Gennifer "G"-től, aki régóta esedékes előléptetést ígér neki, ha jól teljesít.
Másnap Lauren megismerkedik a furcsa, hetyke tűzoltó Nick Corinával, amikor megmenti a vőlegényt a sikertelen „nagy belépőtől”. A lány azonnal vonzalmat érez, de amikor Lauren aznap este véletlenül újra találkozik Nickkel, látja, hogy Darla rajta lóg. Amikor utánanéz, Darla vőlegénye „James Nicholas Corina”. Megpróbálja elfelejteni Nicket, és Darla esküvői terveire koncentrálni, miközben egy menyasszonyi magazin interjút készít G-vel, aki egyedüli elismerésként vállalja az összes esküvőjüket – amiért Lauren a munka nagy részét elvégezte. Darláról kiderül, hogy „Bridezilla” (kb. „menyasszörny”), a kiváltságosok irányító, egoista gyermeke, aki elvesztette a perspektívát az esküvője napjával kapcsolatban. Lauren legfőbb megkönnyebbülését Marc  humora és bajtársiassága jelenti, aki Darla régóta szenvedő, nyíltan meleg segítője. Aznap este Lauren édesanyja, Cookie meghívja Laurent és Lauren egy éve külön élő férjét, Bradet vacsorára. Mivel nem tudja, hogy Brad megcsalta Laurent, Cookie azt akarja, hogy Lauren adjon egy második esélyt a házasságuknak, de Lauren csak azt szeretné, ha Brad nem húzná tovább az időt, és aláírná a válási papírokat, amelyeket hetekkel ezelőtt küldött neki.

## Szereplők
- Denise Richards – Lauren Crandell
- Karen Cliche Darla – Tedanski
- Olivia Jones – Bonnie
- Mimi Kuzyk – Cookie
- Barry Julien – Mark
- David Lipper – Brad
- Jessica Walter – Gennifer
- Catherine Colvey – Lynda Tedanski

## Fordítás
- Ez a szócikk részben vagy egészben  az   I Do (But I Don't) című angol Wikipédia-szócikk fordításán alapul.  Az eredeti cikk szerkesztőit annak laptörténete sorolja fel. Ez a jelzés csupán a megfogalmazás eredetét és a szerzői jogokat jelzi, nem szolgál a cikkben szereplő információk forrásmegjelöléseként.